# Hipparchia
Hipparchia é um género de borboletas pertencente à família Nymphalidae.

## Espécies
São as seguintes as espécies incluídas no género Hipparchia (lista não exaustiva):
- Hipparchia alcyone (Denis and Schiffermüller, 1775)
- Hipparchia aristaeus (Bonelli, 1826)
- Hipparchia autonoe (Esper, 1784)
- Hipparchia azorina (Strecker, 1899) - Azores Grayling
- Hipparchia bacchus Higgins, 1967
- Hipparchia christenseni Kudrna, 1977
- Hipparchia cretica (Rebel, 1916)
- Hipparchia cypriensis (Holik, 1949)
- Hipparchia delattini Kudrna, 1975
- Hipparchia ellena (Oberthür, 1894)
- Hipparchia fagi (Scopoli, 1763)
- Hipparchia fatua (Feryer, 1844)
- Hipparchia fidia (Linnaeus, 1767)
- Hipparchia gomera Higgins, 1967
- Hipparchia hansii (Austaut, 1879)
- Hipparchia hermione (Linnaeus, 1764)
- Hipparchia leighebi Kudrna, 1976
- Hipparchia maderensis (Bethune-Baker, 1891) - Madeiran Grayling
- Hipparchia mersina (Staudinger, 1871)
- Hipparchia miguelensis (Le Cerf, 1935)
- Hipparchia neomiris (Godart, 1824)
- Hipparchia parisatis (Kollar, 1849) - White-edged Rock Brown
- Hipparchia pellucida (Stauder, 1924)
- Hipparchia pisidice (Klug, 1832)
- Hipparchia powelli (Oberthür, 1910)
- Hipparchia sbordonii Kudrna, 1984
- Hipparchia semele (Linnaeus, 1758) - Grayling
- Hipparchia senthes (Fruhstorfer, 1908)
- Hipparchia statilinus (Hufnagel, 1766)
- Hipparchia stulta (Staudinger, 1882)
- Hipparchia syriaca (Staudinger, 1871)
- Hipparchia tewfiki (Wiltshire, 1949)
- Hipparchia tilosi (Manil, 1984)
- Hipparchia volgensis (Mazochin-Porshnjakov, 1952)
- Hipparchia wyssii (Christoph, 1889)